# Cadorago
Cadorago est une commune italienne de la province de Côme, dans la région Lombardie.

## Administration
| Période                                  | Période | Identité | Étiquette | Qualité |
| ---------------------------------------- | ------- | -------- | --------- | ------- |
|                                          |         |          |           |         |
| Les données manquantes sont à compléter. |         |          |           |         |

### Hameaux
Bulgorello, Caslino al Piano

### Communes limitrophes
Bregnano, Cermenate, Fino Mornasco, Guanzate, Lomazzo, Vertemate con Minoprio

## Personnalités
Roberto Renzi (né le 10 février 1923 à Cadorago dans la province de Côme en Lombardie et mort le 23 octobre 2018), scénariste de comics